# نيكولا هيوز
نيكولا هيوز (بالإنجليزية: Nicola Hughes)‏ هي مغنية بريطانية، ولدت في 10 مايو 1975 في ليستر في المملكة المتحدة.

## وصلات خارجية
- نيكولا هيوز على موقع ميوزك برينز (الإنجليزية)